# Hiroyuki Miura
Hiroyuki Miura (三浦浩幸?, Miura Hiroyuki; Kushiro, 31 dicembre 1973) è un ex hockeista su ghiaccio giapponese.

## Carriera
Fu il primo giapponese ad essere scelto al draft NHL: fu scelto infatti dai Montréal Canadiens all'undicesimo giro in 260ª scelta assoluta nel 1992.
La sua esperienza in Nord-America si limitò tuttavia ad una breve esperienza (6 incontri), con i Wheeling Thunderbirds in East Coast Hockey League. Per il resto della sua carriera ha giocato in patria con il Kokudo Ice Hockey Club, anche quando la squadra ha cambiato nome in Seibu Prince Rabbits.

## Palmarès

### Club
- Campionato giapponese: 7

Kokudo: 1994-95, 1997-98, 1998-99, 2000-01, 2001-02, 2002-03, 2003-04